# Verein für Leibesübungen Bochum 1848 2009-2010
Questa voce raccoglie le informazioni riguardanti il Verein für Leibesübungen Bochum 1848 nelle competizioni ufficiali della stagione 2009-2010.

## Stagione
Nella stagione 2009-2010 il Bochum, allenato da Dariusz Wosz, concluse il campionato di Bundesliga al 17º posto e retrocesse in 2. Bundesliga. In Coppa di Germania il Bochum fu eliminato al secondo turno dallo Schalke 04.

## Rosa
| N. |                     | Ruolo | Calciatore          |
| -- | ------------------- | ----- | ------------------- |
| 18 | Germania (bandiera) | P     | Philipp Heerwagen   |
| 26 | Germania (bandiera) | P     | Andreas Luthe       |
| 31 | Germania (bandiera) | P     | Rene Renno          |
| 37 | Germania (bandiera) | D     | Jonas Acquistapace  |
| 24 | Germania (bandiera) | D     | Philipp Bönig       |
| 30 | Germania (bandiera) | D     | Patrick Fabian      |
| 6  | Austria (bandiera)  | D     | Christian Fuchs     |
| 4  | Germania (bandiera) | D     | Marcel Maltritz     |
| 20 | Albania (bandiera)  | D     | Mërgim Mavraj       |
|    | Germania (bandiera) | D     | Pascal Pellowski    |
| 21 | Francia (bandiera)  | D     | Marc Pfertzel       |
| 25 | Algeria (bandiera)  | D     | Anthar Yahia        |
| 22 | Germania (bandiera) | C     | Mimoun Azaouagh     |
| 5  | Germania (bandiera) | C     | Christoph Dabrowski |

| N. |                       | Ruolo | Calciatore        |
| -- | --------------------- | ----- | ----------------- |
| 10 | Camerun (bandiera)    | C     | Joël Epalle       |
| 7  | Germania (bandiera)   | C     | Paul Freier       |
| 19 | Germania (bandiera)   | C     | Dennis Grote      |
| 17 | Germania (bandiera)   | C     | Lewis Holtby      |
| 8  | Svezia (bandiera)     | C     | Andreas Johansson |
| 39 | Germania (bandiera)   | C     | Oğuzhan Kefkir    |
| 23 | Serbia (bandiera)     | C     | Miloš Marić       |
| 27 | Germania (bandiera)   | C     | Kevin Vogt        |
| 32 | Germania (bandiera)   | A     | Mirkan Aydin      |
| 11 | Slovenia (bandiera)   | A     | Zlatko Dedič      |
| 16 | Iran (bandiera)       | A     | Vahid Hashemian   |
| 14 | Argentina (bandiera)  | A     | Diego Klimowicz   |
| 29 | Germania (bandiera)   | A     | Roman Prokoph     |
| 9  | Slovacchia (bandiera) | A     | Stanislav Šesták  |

## Organigramma societario
Area tecnica
- Allenatore: Dariusz Wosz
- Allenatore in seconda:
- Preparatore dei portieri: Peter Greiber
- Preparatori atletici: Stefan Bienioßek, Frank Zöllner

## Risultati

### Bundesliga

#### Girone di andata
| Arbitro: | Kempter |

|                              |           |                                      |
| Azaouagh 51’, 52’ Šesták 63’ | Marcatori | 19’ Arango 26’ Colautti 41’ Brouwers |

| Arbitro: | Perl |

|                                      |           |  |
| Moritz 38’ Westermann 45’ Farfán 76’ | Marcatori |  |

| Arbitro: | Brych |

|           |           |  |
| Yahia 47’ | Marcatori |  |

| Arbitro: | Stark |

|                            |           |               |
| Friedrich 41’ Kießling 68’ | Marcatori | 32’ Klimowicz |

| Arbitro: | Zwayer |

|                              |           |  |
| Ba 16’ Obasi 58’ Compper 79’ | Marcatori |  |

| Arbitro: | Rafati |

|                           |           |                                  |
| Azaouagh 7’ Klimowicz 45’ | Marcatori | 45’ Ivanschitz 52’, 71’ Schürrle |

| Arbitro: | Fritz |

|  |           |              |
|  | Marcatori | 7’ Klimowicz |

| Arbitro: | Drees |

|               |           |             |
| Hashemian 53’ | Marcatori | 75’ Martins |

| Arbitro: | Weiner |

|                         |           |  |
| Barrios 20’ Subotić 51’ | Marcatori |  |

| Arbitro: | Sippel |

|           |           |                                         |
| Šesták 1’ | Marcatori | 9’ Hunt 32’ Marin 76’ Borowski 90’ Özil |

| Arbitro: | Gagelmann |

|                    |           |                  |
| Caio 14’ Franz 53’ | Marcatori | 26’ (aut.) Franz |

| Arbitro: | Brych |

|               |           |                            |
| Klimowicz 65’ | Marcatori | 23’ Butscher 90’ Reisinger |

| Arbitro: | Perl |

|  |           |           |
|  | Marcatori | 77’ Grote |

| Bochum 27 novembre 2009, ore 20:30 CET 14ª giornata | Bochum  | 0 – 0 referto | Colonia | Rewirpowerstadion (29 102 spett.)\| Arbitro: \| Aytekin \| |
| Arbitro:                                            | Aytekin |               |         |                                                            |

| Arbitro: | Wagner |

|           |           |           |
| Taşçı 64’ | Marcatori | 89’ Fuchs |

| Arbitro: | Meyer |

|           |           |                                                       |
| Fuchs 76’ | Marcatori | 23’ Gómez 33’ (aut.) Mavraj 43’, 50’ Olić 56’ Pranjić |

| Arbitro: | Kircher |

|                     |           |                                 |
| Schlaudraff 6’, 33’ | Marcatori | 51’ Freier 54’ Epalle 86’ Fuchs |

#### Girone di ritorno
| Arbitro: | Rafati |

|            |           |                      |
| Bäcker 79’ | Marcatori | 12’ Šesták 35’ Dedič |

| Arbitro: | Stark |

|                          |           |                        |
| Hashemian 82’ Šesták 90’ | Marcatori | 5’ Sánchez 42’ Kurányi |

| Berlino 30 gennaio 2010, ore 15:30 CET 20ª giornata | Hertha Berlino | 0 – 0 referto | Bochum | Olympiastadion (38 127 spett.)\| Arbitro: \| Weiner \| |
| Arbitro:                                            | Weiner         |               |        |                                                        |

| Arbitro: | Wagner |

|           |           |              |
| Dedič 68’ | Marcatori | 45’ Derdiyok |

| Arbitro: | Fritz |

|                      |           |              |
| Šesták 24’ Dedič 76’ | Marcatori | 64’ Ibišević |

| Magonza 20 febbraio 2010, ore 15:30 CET 23ª giornata | Magonza | 0 – 0 referto | Bochum | Stadion am Bruchweg (19 000 spett.)\| Arbitro: \| Perl \| |
| Arbitro:                                             | Perl    |               |        |                                                           |

| Bochum 27 febbraio 2010, ore 15:30 CET 24ª giornata | Bochum    | 0 – 0 referto | Norimberga | Rewirpowerstadion (24 780 spett.)\| Arbitro: \| Gagelmann \| |
| Arbitro:                                            | Gagelmann |               |            |                                                              |

| Arbitro: | Zwayer |

|                                               |           |            |
| Džeko 60’, 79’ (rig.) Martins 75’ Santana 90’ | Marcatori | 28’ Freier |

| Arbitro: | Stark |

|            |           |                                     |
| Holtby 53’ | Marcatori | 18’ Kehl 27’ Zidan 74’, 77’ Barrios |

| Arbitro: | Wingenbach |

|                                  |           |                      |
| Pizarro 58’ Marin 65’ Frings 81’ | Marcatori | 14’ Šesták 63’ Dedič |

| Arbitro: | Brych |

|            |           |                   |
| Holtby 10’ | Marcatori | 29’ Russ 64’ Caio |

| Arbitro: | Drees |

|           |           |               |
| Cissé 18’ | Marcatori | 24’ Dabrowski |

| Arbitro: | Stark |

|           |           |                                 |
| Dedič 32’ | Marcatori | 18’ Tesche 88’ (aut.) Johansson |

| Arbitro: | Sippel |

|                |           |  |
| Tošić 15’, 78’ | Marcatori |  |

| Arbitro: | Gagelmann |

|  |           |                      |
|  | Marcatori | 14’ Cacau 18’ Marica |

| Arbitro: | Schmidt |

|                      |           |           |
| Müller 18’, 20’, 69’ | Marcatori | 85’ Fuchs |

| Arbitro: | Gräfe |

|  |           |                                 |
|  | Marcatori | 9’ Bruggink 23’ Hanke 45’ Pinto |

### Coppa di Germania
| Arbitro: | Bandurski |

|  |           |               |
|  | Marcatori | 50’ Klimowicz |

| Arbitro: | Meyer |

|  |           |                                              |
|  | Marcatori | 10’ Westermann 56’ Altıntop 76’ (aut.) Fuchs |

## Statistiche

### Statistiche di squadra
| Competizione      | Punti | In casa | In casa | In casa | In casa | In casa | In casa | In trasferta | In trasferta | In trasferta | In trasferta | In trasferta | In trasferta | Totale | Totale | Totale | Totale | Totale | Totale | DR  |
| Competizione      | Punti | G       | V       | N       | P       | Gf      | Gs      | G            | V            | N            | P            | Gf           | Gs           | G      | V      | N      | P      | Gf     | Gs     | DR  |
| ----------------- | ----- | ------- | ------- | ------- | ------- | ------- | ------- | ------------ | ------------ | ------------ | ------------ | ------------ | ------------ | ------ | ------ | ------ | ------ | ------ | ------ | --- |
| Bundesliga        | 28    | 17      | 2       | 6       | 9       | 18      | 35      | 17           | 4            | 4            | 9            | 15           | 29           | 34     | 6      | 10     | 18     | 33     | 64     | -31 |
| Coppa di Germania | -     | 1       | 0       | 0       | 1       | 0       | 3       | 1            | 1            | 0            | 0            | 1            | 0            | 2      | 1      | 0      | 1      | 1      | 3      | -2  |
| Totale            | -     | 18      | 2       | 6       | 10      | 18      | 38      | 18           | 5            | 4            | 9            | 16           | 29           | 36     | 7      | 10     | 19     | 34     | 67     | -33 |

### Andamento in campionato
| Giornata  | 1 | 2  | 3  | 4  | 5  | 6  | 7  | 8  | 9  | 10 | 11 | 12 | 13 | 14 | 15 | 16 | 17 | 18 | 19 | 20 | 21 | 22 | 23 | 24 | 25 | 26 | 27 | 28 | 29 | 30 | 31 | 32 | 33 | 34 |
| --------- | - | -- | -- | -- | -- | -- | -- | -- | -- | -- | -- | -- | -- | -- | -- | -- | -- | -- | -- | -- | -- | -- | -- | -- | -- | -- | -- | -- | -- | -- | -- | -- | -- | -- |
| Luogo     | C | T  | C  | T  | T  | C  | T  | C  | T  | C  | T  | C  | T  | C  | T  | C  | T  | T  | C  | T  | C  | C  | T  | C  | T  | C  | T  | C  | T  | C  | T  | C  | T  | C  |
| Risultato | N | P  | V  | P  | P  | P  | V  | N  | P  | P  | P  | P  | V  | N  | N  | P  | V  | V  | N  | N  | N  | V  | N  | N  | P  | P  | P  | P  | N  | P  | P  | P  | P  | P  |
| Posizione | 6 | 17 | 11 | 14 | 15 | 17 | 13 | 14 | 16 | 17 | 17 | 17 | 17 | 16 | 15 | 16 | 16 | 13 | 14 | 14 | 14 | 14 | 13 | 13 | 14 | 14 | 14 | 14 | 15 | 15 | 15 | 16 | 17 | 17 |

Legenda:

Luogo: C = Casa; T = Trasferta. Risultato: V = Vittoria; N = Pareggio; P = Sconfitta.

### Statistiche dei giocatori
| Giocatore       | Bundesliga | Bundesliga | Bundesliga  | Bundesliga | Coppa di Germania | Coppa di Germania | Coppa di Germania | Coppa di Germania | Totale   | Totale | Totale      | Totale     |
| Giocatore       | Presenze   | Reti       | Ammonizioni | Espulsioni | Presenze          | Reti              | Ammonizioni       | Espulsioni        | Presenze | Reti   | Ammonizioni | Espulsioni |
| --------------- | ---------- | ---------- | ----------- | ---------- | ----------------- | ----------------- | ----------------- | ----------------- | -------- | ------ | ----------- | ---------- |
| P. Heerwagen    | 30         | 0          | 2           | 0          | 1                 | 0                 | 0                 | 0                 | 31       | 0      | 2           | 0          |
| A. Luthe        | 3          | 0          | 0           | 0          | 1                 | 0                 | 0                 | 0                 | 4        | 0      | 0           | 0          |
| R. Renno        | -          | -          | -           | -          | -                 | -                 | -                 | -                 | -        | -      | -           | -          |
| J. Acquistapace | -          | -          | -           | -          | -                 | -                 | -                 | -                 | -        | -      | -           | -          |
| P. Bönig        | 10         | 0          | 3           | 0          | -                 | -                 | -                 | -                 | 10       | 0      | 3           | 0          |
| P. Fabian       | 1          | 0          | 0           | 0          | -                 | -                 | -                 | -                 | 1        | 0      | 0           | 0          |
| C. Fuchs        | 31         | 4          | 3           | 0          | 2                 | 0                 | 1                 | 0                 | 33       | 4      | 4           | 0          |
| M. Maltritz     | 29         | 0          | 4           | 0          | 2                 | 0                 | 0                 | 0                 | 31       | 0      | 4           | 0          |
| M. Mavraj       | 27         | 0          | 6           | 0          | 1                 | 0                 | 0                 | 0                 | 28       | 0      | 6           | 0          |
| P. Pellowski    | -          | -          | -           | -          | -                 | -                 | -                 | -                 | -        | -      | -           | -          |
| M. Pfertzel     | 18         | 0          | 4           | 0          | 2                 | 0                 | 0                 | 0                 | 20       | 0      | 4           | 0          |
| A. Yahia        | 18         | 1          | 2           | 0          | 2                 | 0                 | 0                 | 0                 | 20       | 1      | 2           | 0          |
| M. Azaouagh     | 17         | 3          | 5           | 0          | 1                 | 0                 | 0                 | 0                 | 18       | 3      | 5           | 0          |
| C. Dabrowski    | 29         | 1          | 7           | 0          | 2                 | 0                 | 0                 | 0                 | 31       | 1      | 7           | 0          |
| J. Epalle       | 27         | 1          | 6           | 0          | 2                 | 0                 | 0                 | 0                 | 29       | 1      | 6           | 0          |
| P. Freier       | 28         | 2          | 3           | 0          | 2                 | 0                 | 2                 | 0                 | 30       | 2      | 5           | 0          |
| D. Grote        | 10         | 1          | 3           | 0          | 1                 | 0                 | 1                 | 0                 | 11       | 1      | 4           | 0          |
| L. Holtby       | 14         | 2          | 1           | 0          | -                 | -                 | -                 | -                 | 14       | 2      | 1           | 0          |
| A. Johansson    | 16         | 0          | 2           | 0          | -                 | -                 | -                 | -                 | 16       | 0      | 2           | 0          |
| O. Kefkir       | 1          | 0          | 0           | 0          | -                 | -                 | -                 | -                 | 1        | 0      | 0           | 0          |
| M. Marić        | 13         | 0          | 0           | 1          | -                 | -                 | -                 | -                 | 13       | 0      | 0           | 1          |
| K. Vogt         | -          | -          | -           | -          | -                 | -                 | -                 | -                 | -        | -      | -           | -          |
| M. Aydin        | 1          | 0          | 1           | 0          | -                 | -                 | -                 | -                 | 1        | 0      | 1           | 0          |
| Z. Dedič        | 27         | 5          | 2           | 0          | 2                 | 0                 | 0                 | 0                 | 29       | 5      | 2           | 0          |
| V. Hashemian    | 25         | 2          | 0           | 0          | 1                 | 0                 | 0                 | 0                 | 26       | 2      | 0           | 0          |
| D. Klimowicz    | 15         | 4          | 2           | 1          | 2                 | 1                 | 1                 | 0                 | 17       | 5      | 3           | 1          |
| R. Prokoph      | 15         | 0          | 5           | 0          | -                 | -                 | -                 | -                 | 15       | 0      | 5           | 0          |
| S. Šesták       | 29         | 6          | 4           | 0          | 1                 | 0                 | 0                 | 0                 | 30       | 6      | 4           | 0          |
| M. Concha       | 21         | 0          | 2           | 0          | -                 | -                 | -                 | -                 | 21       | 0      | 2           | 0          |
| D. Fernandes    | 1          | 0          | 0           | 0          | -                 | -                 | -                 | -                 | 1        | 0      | 0           | 0          |
| D. Imhof        | 6          | 0          | 2           | 0          | 2                 | 0                 | 1                 | 0                 | 8        | 0      | 3           | 0          |
| S. Ono          | 9          | 0          | 0           | 2          | 1                 | 0                 | 0                 | 0                 | 10       | 0      | 0           | 2          |